# Chkotovo
Chkotovo (en russe : Шко́тово), nommé d'après Nikolaï Chkot, est une commune urbaine du kraï du Primorié en Extrême-Orient russe. Il se trouve dans le raïon de Chkotovo, dans le sud-est du Primorié, et sa population s'élevait à 4 614 habitants en 2023.

## Géographie
La localité est située dans le kraï du Primorié, un sujet de l'Extrême-Orient de la Russie, en Mandchourie-Extérieure, autrefois chinoise (avant 1860), et se trouve dans le district fédéral Extrême-Oriental. Elle est l'une des 21 localités du raïon de Chkotovo, un raïon du sud-est du kraï. Son centre administratif est la commune urbaine de Smolianinovo. La région est à l'extrémité méridionale des montagnes du Sikhote-Aline.
Chkotovo, comme tout le kraï du Primorié, est située dans le fuseau horaire MSK+7 (heure de Vladivostok). Le décalage horaire appliqué par rapport au temps universel coordonné est +10:00.
De décembre 2004 à janvier 2023, Chkotovo faisait partie de l'établissement rural de Chkotovo,.

## Histoire
La localité a été fondée en 1865.

## Démographie
Recensements (*) et estimations de la population,,,,,:
| 1865 | 1897* | 1915  | 1926* |
| ---- | ----- | ----- | ----- |
| 34   | 560   | 1 735 | 2 700 |

| 1939* | 1959* | 1970* | 1979* |
| ----- | ----- | ----- | ----- |
| 4 690 | 8 170 | 7 782 | 7 171 |

| 1989* | 2002 * | 2010* | 2021* |
| ----- | ------ | ----- | ----- |
| 7 721 | 5 302  | 5 038 | 4 734 |

| 2023  | - | - | - |
| ----- | - | - | - |
| 4 614 | - | - | - |